# HIST2H3C
La histona H3.2 (HIST2H3C) es una proteína codificada en humanos por el gen HIST2H3C.
Las histonas son proteínas nucleares básicas responsables de la estructura del nucleosoma que conforma las fibras cromosómicas en eucariotas. Esta estructura consiste en aproximadamente 146 pares de bases de ADN envolviendo el nucleosoma, que es un octámero compuesto de cuatro dímeros de cada uno de los tipos de histonas: H2A, H2B, H3 y H4. La cromatina está más compactada a través de la interacción de otra histona, H1, que dispone el ADN entre los nucleosomas para formar una estructura más ordenada y compacta. Este gen no posee intrones y codifica un miembro de la familia de histonas H3. Los transcritos generados a partir de este gen no poseen cola de poli-A; en su lugar, contienen elementos de terminación palindrómicos. Este gen se localiza en un cluster de histonas en el cromosoma 1 y es uno de los cuatro genes de histonas presentes en este cluster que está duplicado. Dicha duplicación representa la copia telomérica.

## Interacciones
La proteína HIST2H3C ha demostrado ser capaz de interaccionar con:
- NCOA6[4]